# Phragmanthera erythraea
Phragmanthera erythraea là một loài thực vật có hoa trong họ Loranthaceae. Loài này được (Sprague) M.G. Gilbert miêu tả khoa học đầu tiên năm 1985.